# 慕遺
慕 遺（ぼ い、生没年不詳）は、百済東城王代に南斉に使臣として派遣された百済官僚。中国系の百済人。官職は長史。

## 考証
| 時期                  | 人名 | 既保有官職     | 百済王 私署 官職     | 任命追認官職（爵号） | 任命要請事由                              | 国家 |
| --------------------- | ---- | -------------- | -------------------- | -------------------- | ----------------------------------------- | ---- |
| 久尓辛王五年（424年） | 張威 | 長史           |                      |                      | 使節                                      | 劉宋 |
| 蓋鹵王十八年（472年） | 余礼 | 駙馬都尉・長史 | 冠軍将軍・弗斯侯     | 未詳                 | 使臣                                      | 北魏 |
| 蓋鹵王十八年（472年） | 張茂 | 司馬           | 龍驤将軍・帯方太守   | 未詳                 | 使臣                                      | 北魏 |
| 東城王八年（490年）   | 高達 | 長史           | 行建威将軍・広陽太守 | 建威将軍・広陽太守   | 先例・使臣・邊効邊夙著・勤労公務          | 南斉 |
| 東城王八年（490年）   | 楊茂 | 司馬           | 行建威将軍・朝鮮太守 | 建威将軍・朝鮮太守   | 先例・使臣・志行清壱・公務不廃            | 南斉 |
| 東城王八年（490年）   | 会邁 | 参軍           | 行宣威将軍           | 宣威将軍             | 先例・使臣・執志・周密・屢致勤効          | 南斉 |
| 東城王十七年（495年） | 慕遺 | 長史           | 行龍驤将軍・楽浪太守 | 龍驤将軍・楽浪太守   | 使臣・在官忘私 唯公是務 見危授命 蹈難弗顧 | 南斉 |
| 東城王十七年（495年） | 王茂 | 司馬           | 行建武将軍・城陽太守 | 建武将軍・城陽太守   | 使臣・在官忘私 唯公是務 見危授命 蹈難弗顧 | 南斉 |
| 東城王十七年（495年） | 張塞 | 参軍           | 行振武将軍・朝鮮太守 | 振武将軍・朝鮮太守   | 使臣・在官忘私 唯公是務 見危授命 蹈難弗顧 | 南斉 |
| 東城王十七年（495年） | 陳明 | ?              | 行揚武将軍           | 揚武将軍             | 使臣・在官忘私 唯公是務 見危授命 蹈難弗顧 | 南斉 |

百済では、府官である長史、司馬、参軍が余礼を除き、みな漢人官僚にのみ認められている。余礼は弗斯侯であり、おそらく余礼の上位に左賢王・右賢王が存在していた。458年の段階で左賢王・右賢王がなくなってしまっていた可能性もなくはないが、同じく蓋鹵王の治世であり、それがみられなくなるのは、475年以後のことであり、長史を冠した余礼は必ずしも当該期の百済内部ではトップではない。長史は本来、将軍府の府官のトップである百済王の次に位置づけられるべきものであるが、余礼の場合は必ずしもそのようには理解できない。一方、余礼以外の長史はみな漢人官僚で、これら漢人官僚の帯びた太守号は、百済独自の王号に比肩する楽浪太守、帯方太守もあるが、おおよそ、百済独自の王号より低位である。楽浪太守を帯びた慕遺は長史でもあるが、それは将軍号でいえば龍驤将軍に過ぎず、邁羅王、沙法名はそれよりも上位である征虜将軍である。高達は、長史を冠しているが、これも将軍号でいえば四品の建威将軍に過ぎず、当該期の百済において、長史は必ずしも百済国内において府主である百済王に次ぐ地位ではない。それに次ぐ司馬、参軍も同様で、厳密にいえば、必ずしも百済国内における支配層のトップではなく、むしろ、王権中枢は、王号を帯びた百済王族・百済貴族だった。このことは当該期の百済が、百済王を府主とし、その配下に長史、司馬、参軍を恒常的に配し、それによって百済を統治するという支配体制ではないことを示している。鈴木靖民が指摘するように、長史、司馬、参軍の活動から、百済において漢人官僚は外交で大いに活躍したであろうが、問題なのは漢人官僚が百済王を府主とする長史、司馬、参軍の府官として常時、百済国内において活動していたか、百済国内の支配体制が百済王を府主とする府官制をとっていたかである。しかし、百済国内の支配体制において長史、司馬、参軍が常時設置されていたわけではないのであって、あくまでもそれは対中国外交においてのみ臨時に冠したに過ぎない。